# Nectriopsis hirsuta
Nectriopsis hirsuta är en svampart som först beskrevs av Samuels, och fick sitt nu gällande namn av Samuels 1988. Nectriopsis hirsuta ingår i släktet Nectriopsis och familjen Bionectriaceae.   Inga underarter finns listade i Catalogue of Life.